# Schlettenbach
Der Schlettenbach ist ein etwa 6,5 Kilometer langer Zufluss der Roten Pockau im Erzgebirge.

## Verlauf
Er entspringt in einer Höhe von etwa 640 m ü. NN am Westrand der Marienberger Hochfläche südlich der Straße nach Großrückerswalde, durchfließt Marienberg und den östlich davon liegenden Ortsteil Hüttengrund. Er entwässert mit mehreren Zuflüssen den westlichen Teil der etwa 42 Quadratkilometer umfassenden Hochfläche und mündet nach dem Verlassen des Ortsteils Hüttengrund am nördlichen Ortsausgang von Pobershau in die Rote Pockau.

## Zuflüsse
- Seilerbach mit der Alten Flöße (r)
- Moosbach (l)
- Lautenbach (l)
- Krötenbach (l)

## Hochwasser
Das im Verhältnis zur kleinen Lauflänge relativ große Einzugsgebiet führt bei starken Niederschlägen dazu, dass sich der Wasserstand innerhalb kurzer Zeit stark erhöht. Ein regionales Unwetter am 5. Juli 1999, das in weniger als 2 Stunden fast 150 mm Starkregen brachte, wobei das Zentrum des größten Niederschlags nur etwa 3,5 km2betrug, führte zu verheerenden Schäden im Ortsteil Hüttengrund. Hierdurch wurden große Teile der dort verlaufenden Bahnstrecke Reitzenhain–Flöha unterspült bzw. fortgerissen.